# Баринов, Борис Агафонович
Бори́с Агафо́нович Ба́ринов (24 июля 1909, Царицын — 19 сентября 1971, Барнаул) — советский государственный деятель, инженерно-технический, административно-хозяйственный и партийный руководящий работник, член РЛКСМ с 1924 года, член ВКП(б) с 1938 года, делегат XX и XXI съездов КПСС, участник Пленумов ЦК КПСС в 1957—1959 годах.

## Биография
Родился в семье рабочего, русский. С 1928 по 1930 год проходил обучение в школе ФЗУ, по окончании обучения до 1932 года работал на швейной фабрике, с 1934 года — в чугунолитейном цехе Сталинградского тракторного завода (СТЗ). В 1930 году начал, в 1936 году окончил курс обучения в Сталинградском механическом институте с присвоением квалификации инженера-механика (технолога по чугунолитейному производству).
К началу Великой Отечественной войны занимал пост заместителя начальника литейного цеха, характеризовался сослуживцами как грамотный специалист, умелый организатор, энергичный руководитель.
В составе народного ополчения с 7 сентября 1942 по 25 октября 1942 года, в период битвы за Сталинград, руководил переправой через Волгу, выполняя порученную ему задачу по обеспечению продолжающейся эвакуации оборудования СТЗ в Барнаул с целью комплектации Барнаульского государственного завода № 77 Наркомата танковой промышленности для выпуска танковых двигателей (впоследствии завода «Трансмаш»), созданного согласно постановлениям ГКО. 30 ноября 1942 года назначен заместителем начальника, 14 ноября 1943 года — начальником цеха № 310 (чугунолитейного) этого завода.
23 марта 1946 года решением общезаводской партийной конференции избран, решением ЦК ВКП(б) № 263 от 23 мая 1946 года утвержден в должности секретаря парткома (парторга ЦК ВКП(б)) завода.
4 ноября 1948 года утверждён в должности заведующего отделом тяжёлой промышленности Алтайского крайкома ВКП(б), 27 февраля 1950 года назначен на должность первого секретаря Барнаульского горкома ВКП(б).
2 января 1952 года по партийной мобилизации направлен в распоряжение Министерства государственной безопасности СССР, где проходил службу до 15 мая 1954 года (с 22 января 1952 года по 23 марта 1953 года в должности заместителя начальника УМГБ СССР по Алтайскому краю по кадрам).
24 марта 1954 года избран секретарём, 18 января 1956 года — вторым секретарём Алтайского краевого комитета КПСС. 25 апреля 1957 года освобожден от работы в крайкоме КПСС в связи с новым назначением.
27 апреля 1957 года на пленуме Ярославского обкома КПСС избран первым секретарём, одновременно являлся членом Ярославского горкома КПСС, избирался депутатом Ярославского областного и городского Советов народных депутатов, 16 марта 1958 года избран депутатом Верховного Совета СССР от Тутаевского избирательного округа, 19 декабря 1959 года вновь избран первым секретарём Ярославского обкома КПСС.
В период пребывания на этом посту выступил инициатором исследования с целью уточнения года основания Ярославля, проведение которого было поручено группе ярославских историков во главе с М. Г. Мейеровичем. Исследование не дало однозначного результата, тем не менее в 1960 году было отпраздновано 950-летие со дня основания города.
В ходе кампании по реформированию сельского хозяйства, проводимой под лозунгом «Догнать и перегнать Америку!», начатой Н. С. Хрущёвым в 1957 году, после инициированного им же (после визита в США) решения ЦК КПСС о значительном увеличении площадей посева кукурузы в ущерб другим сельскохозяйственным культурам, получил указание занять под кукурузу 70 процентов посевных площадей. Приняв во внимание мнение специалистов о том, что климатические условия и состав почвы в северных областях РСФСР, к числу которых относится Ярославская область, находящаяся в зоне рискованного земледелия для теплолюбивых культур, не позволяют рассчитывать на получение высоких урожаев кукурузы, в то время как урожаи ржи, картофеля, льна и других культур стабильно высоки, а также дефицит качественного семенного материала, отказался от его выполнения, в связи с чем 14 июня 1961 года снят с должности как «не обеспечивший руководство сельским хозяйством».
18 августа 1961 года назначен на должность заместителя председателя Совета народного хозяйства (СНХ) СССР Алтайского экономического административного района (член Совета, первый заместитель), 1 февраля 1963 года освобожден от занимаемой должности в связи с переводом на другую работу.
В период работы в Совнархозе являлся главным редактором технико-экономического бюллетеня Совета народного хозяйства Алтайского экономического административного района «Промышленный Алтай».
С 1 февраля 1963 года — директор Алтайского научно-исследовательского института технологии машиностроения (АНИТИМ).
Во время работы в АНИТИМ являлся главным редактором информационного бюллетеня по вопросам технологии машиностроения.
В 1967 году утверждён в учёном звании доцента по кафедре «Экономика и организация производства».
В 1967—1969 годах читал студентам Алтайского политехнического института курсы лекций по предметам «Экономика и организация литейного производства» и «Охрана труда и техника безопасности».
С 1969 года — персональный пенсионер союзного значения.
Является автором и соавтором ряда изобретений в области машиностроения, в том числе способа плакирования внутренней поверхности цилиндрических изделий, установки для стопочной безопочной формовки, устройства для изготовления оболочковых форм на встряхивающих формовочных машинах и других.
Прототип главного персонажа романа М. И. Юдалевича «Тридцать второго не будет».

## Награды
В 1942 году за участие в организации и проведении эвакуации оборудования СТЗ награждён орденом Красной Звезды (№ ордена 33102).
В 1943 году награждён медалью «За оборону Сталинграда».
В 1944 году за освоение производства танковых двигателей в условиях военного времени награждён орденом Ленина (№ ордена 54496).
В 1946 году награждён медалями «За победу над Германией в Великой Отечественной войне 1941—1945 гг.» и «За доблестный и самоотверженный труд в период Великой Отечественной войны».
В 1957 году за организационно-технический вклад в становление завода «Трансмаш» награждён орденом Ленина (орденская книжка № 687113).
В 1959 году награждён медалью «За трудовую доблесть».
В 1960 году за развитие промышленности и сельского хозяйства Ярославской области награждён орденом Трудового Красного Знамени (№ ордена 419753).
В 1970 году награждён медалью «За доблестный труд. В ознаменование 100-летия со дня рождения Владимира Ильича Ленина».
В 1971 году за достижения в области разработки, усовершенствования и внедрения в машиностроительное производство передовых технологий награждён орденом Трудового Красного Знамени (№ ордена 556382).